# Pommiers dans le ciel
Pommiers dans le ciel (titre original : Farmer in the Sky) est un roman de science-fiction de Robert A. Heinlein publié en 1950.

## Caractéristiques
Il fait partie d'un cycle de douze romans (parus pour Noël, chez l'éditeur Scribner entre 1947 et 1959) présentant de jeunes gens engagés dans le scoutisme impliqués dans des aventures spatiales. 
Le livre a reçu en 2001 le prix Hugo du meilleur roman 1951. 
En France, une traduction de Madeleine Chavanon a été éditée en 1958 par les éditions Mame, dans la collection Succès Anticipation au sein de laquelle ce livre porte le numéro 4. Il n'a pas été réédité depuis.

## Résumé
L'histoire se passe dans un futur imaginé dans les années 1950, sur une planète Terre surpeuplée où la nourriture est rationnée. L'adolescent William Lermer (appelé Bill) vit avec son père veuf, George. Celui-ci décide d'émigrer vers la colonie agricole sur Ganymède, l'une des lunes de Jupiter. Après un remariage avec Molly Kenyon, George embarque avec Bill et la fille de Molly, Peggy, sur le vaisseau Mayflower. Pendant le trajet, Bill sauve ses compagnons de cabine de l'asphyxie en rebouchant un trou de la carlingue provoqué par une collision avec un météore.
Lorsqu'ils arrivent sur Ganymède, les nouveaux arrivants sont beaucoup plus nombreux que ce que la colonie peut absorber facilement, et les fermes promises n'existent pas encore. En réalité, les terres cultivables doivent même être créées en pulvérisant des rochers et en broyant des blocs de lave, puis en y ajoutant un engrais organique. Alors que George accepte temporairement un emploi d'ingénieur en ville, Bill accepte le défi et se met au travail dans sa nouvelle carrière de fermier. Peggy quant à elle ne parvient pas à s'adapter à la faible pression de l'atmosphère et est contrainte de vivre dans une bulle à l'hôpital. Quand la famille Lermer emménage enfin dans leur ferme, une chambre pressurisée lui est réservée.
Un jour, un alignement rare des plus grandes lunes de Jupiter fait trembler la surface de Ganymède, dévastant de nombreux bâtiments et blessant Peggy quand sa chambre subit une décompression explosive. Plus grave encore, la machinerie qui réchauffe l'atmosphère autour de la colonie est mise hors service et la température ambiante baisse rapidement. George réalise vite ce qui se passe et conduit sa famille vers un refuge de la ville. Les deux tiers des colons périssent à la suite de la secousse et de la chute de température. Les Lerner envisagent de retourner sur Terre, mais après le décès de Peggy ils décident de rester et de reconstruire ce qu'ils ont perdu.
La colonie continue de s'étendre et une expédition est organisée pour trouver un terrain propice à une nouvelle implantation sur Ganymède. Bill se joint au groupe en tant que cuisinier. Lors de cette exploration, lui et un ami découvrent des artefacts d'une civilisation étrangère, dont un véhicule se déplaçant sur des sortes de jambes qui se révèle très utile pour sauver Bill alors qu'il est atteint d'une péritonite et qu'ils ratent le rendez-vous pour leur retour. Ils réussissent finalement à atteindre un autre site d'opérations, après quoi Bill est hospitalisé en urgence et est sauvé.

## Détails scientifiques

Animation de la résonance de Laplace 4:2:1 entre Ganymède, Europe et Io.

L'alignement des 4 lunes principales de Jupiter décrit dans le roman ne peut jamais se produire en réalité. Les 3 satellites galiléens sont en orbite selon une résonance de Laplace, ce qui fait que lorsque deux d'entre elles sont alignées, la troisième sera toujours non-alignée et la plupart du temps du côté opposé de Jupiter.
Heinlein a aussi supposé que la surface de Ganymède serait composée de roche volcanique comme celui de la Lune. Des découvertes ultérieures ont montré que la croûte du satellite est en réalité composée de 90 % de glace, recouvrant un océan sous sa surface.

## Autour du roman
Le roman fait référence à la « Patrouille de l'espace », une organisation interplanétaire de maintien de la paix introduite dans le précédent roman de l'auteur, La Patrouille de l'espace.
Ayant été écrit sous la forme d'une série publiée dans le magazine consacré aux scouts Boy's Life, la participation du héros Bill Lermer au scoutisme est très présente, mentionnée au moins une fois par chapitre.